# Яла (національний парк)

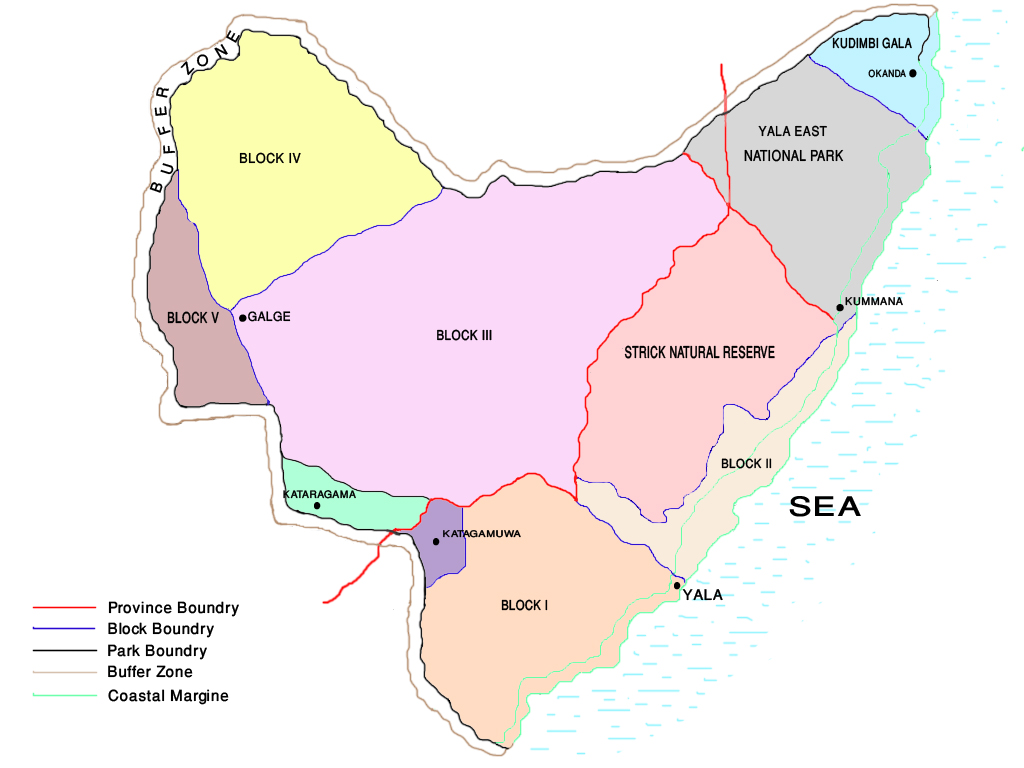
Карта Національного парку Яла

Національний парк Яла є найвідвідуванішим і другим за величиною національним парком на Шрі-Ланці. Парк складається з п'яти блоків, лише два з яких зараз відкриті для громадськості, а також прилеглих парків. Блоки мають індивідуальні імена, такі як, Національний парк Рухуна (блок І) та Національний парк Кумана або «Яла Схід» для прилеглої території. Він розташований у південно-східному регіоні країни, у Південній провінції і провінції Ув. Парк займає 979 км² та розташований приблизно за 300 км від Коломбо. Яла був оголошений заповідником дикої природи в 1900 році, і, разом з Вілпатту був одним із двох перших національних парків в Шрі-Ланці, визнані такими 1938 році. Парк відомий своєю різноманітністю диких тварин і важливий для збереження слонів Шрі-Ланки, ланкійських леопардів і водоплавних птахів.
В околицях Яла є шість національних парків і три заказники. Серед найбільших — Національний парк «Лунугамвехера» . Парк розташований в сухому напівпосушливому кліматичному регіоні і дощі отримує в основному під час північно-східного мусону. Яла має різні екосистеми, починаючи від вологих мусонних лісів для прісноводних і морських водно-болотних угідь. Це одна із 70 важливих орнітологічних територій на Шрі-Ланці. Яла дає притулок 215 видам птахів, включаючи шість ендеміків Шрі-Ланки. Кількість ссавців, які були зафіксовані з парку — 44, і він має одну з найвищих щільностей поселення леопардів у світі.
На території навколо Яла існували кілька стародавніх цивілізацій, і на території парку розташовані два важливі місця поклоніння, Сітхулпахува і Магул Віхара.
Цунамі 2004 р. в Індійському океані викликало серйозні пошкодження парку Яла і 250 людей загинули в його околицях. Кількість відвідувачів неухильно зростає з 2009 року після покращення ситуації з безпекою в парку.

## Історія
У 1560 році іспанський картограф Сіприано Санчес зазначив на своїй карті, що місто Яла «закинуте на 300 років у зв'язку з умовами, що загрожують здоров'ю». Головний суддя сер Олександр Джонстон написав докладний звіт про Яла в 1806 році після подорожі з Тринкомалі до Хамбантота. 23 березня 1900 року уряд проголосив Яла і Вілпатту заповідниками (резерватами) відповідно до Декрету про ліси. Спочатку територія резерватів становила 389 км² між річками Меник і Кумбуккан. У той час заповідник не мав назву міста. Британське «Товариство захисту диких тварин» (нині «Товариство охорони диких тварин і природи») відіграло велику роль у створенні заповідника. Лісова зона між Палатупана та Яла була оголошена мисливським заказником, призначеним тільки для місцевих спортсменів. Генрі Енгельбрехт був призначений першим наглядачем парку.
Яла був проголошений національним парком 01 березня 1938 р., коли міністру сільського господарства Д. С. Сенанаяке вдалося прийняти Декрет про охорону тваринного і рослинного світу. Парк складається з п'яти блоків (чотири були додані пізніше). В околицях Яли є шість інших національних парків і три заказники. Національний парк Кумана, жорсткий природний резерват Яла і святилища Катарагама, Катагамува і Німалава є неперервними з парком.
| Блок                                                 | Територія | Додано до парку |
| ---------------------------------------------------- | --------- | --------------- |
| Блок І                                               | 14 101 га | 1938            |
| Блок II                                              | 9 931 га  | 1954            |
| Блок III                                             | 40 775 га | 1967            |
| Блок IV                                              | 26 418 га | 1969            |
| Блок V                                               | 6 656 га  | 1973            |
| Джерело: Sri Lanka Wetlands Information and Database |           |                 |

## Фізичні характеристики

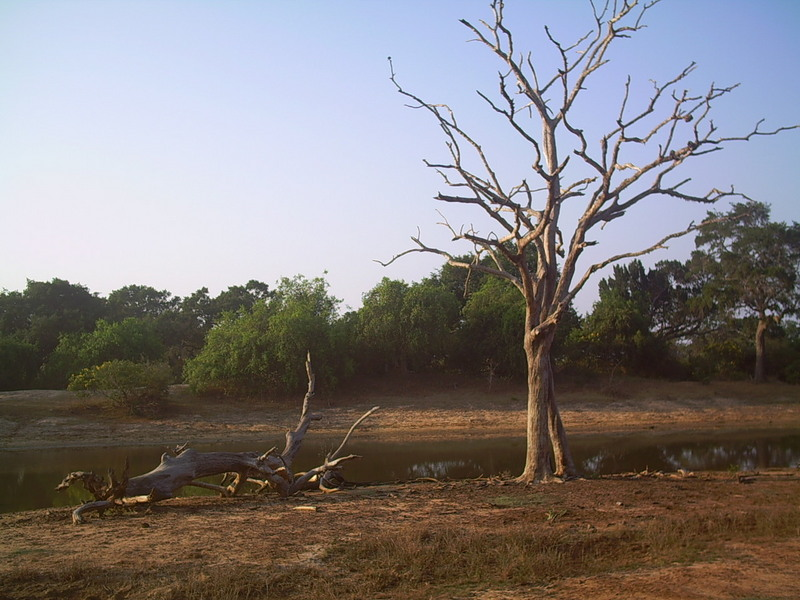
Поверхнева вода стає майже відсутньою у сухий сезон

Територія Яла в основному складається з метаморфічних порід, які належать до докембрійської ери і діляться на дві серії, серія Віджаян і серія Хайленд. Червонувато-бурі ґрунти і низькогумусові сірі ґрунти переважають серед шести типів ґрунтів. Яла розташована у найнижчому пенеплені Шрі-Ланки, який простягається від Тринкомалі до Хамбантоти. Топографічно територія є пласкою і злегка хвилястою рівниною, яка тягнеться вздовж узбережжя, висотою 30 м.н.м. поруч з узбережжям і 100—125 м.н.м. далі від берега. Національний парк розташований у сухому напівпосушливому кліматичному регіоні і отримує дощі в основному під час північно-східного мусону. Середньорічна кількість опадів коливається між 500—775 мм, а середня температура коливається між 26,4 °C в січні до 30 °C в квітні. Вітри у Ялі мають більшу швидкість під час південно-західного мусону (23 км/г), ніж під час північно-східного мусону (15 км/г).
Після північно-східного мусону води достатньо, але в сухий сезон поверхнева вода стає важливим фактором. Поверхневі джерела води складається з потоків, резервуарів, водойм, гірських озер і лагун. після дощів вода збирається в низинних місцях, f кам'яні басейни різного розміру здатні утримувати воду цілий рік, і є, отже, важливим джерелом води для слонів. Для багатьох водних птахів і буйволів природні водойми є ідеальним середовищем існування. Такі водойми в основному сконцентровані у блоку І, далі у блоку II. Такі резервуари включають Маха Сілава, Бутава, Уранія і Піліннава. Багато річок і струмків течуть e південно-східному напрямку і беруть початок в прилеглих горах Уви і центральних пагорбів. Через парк течуть річки Кумбуккан Ойя на сході і Меник та її притоки на заході, і забезпечують важливе джерело води в сухий сезон для диких тварин парку. Зазвичай струмки парку висихають під час посухи. Ці річки і струмки мають коливання водовідведення між вологим і сухим сезонами. Кумбуккан Ойя скидає в сім раз більше води в сезон дощів, ніж в сухий сезон. Вздовж берегової лінії парку розташовані ряд лагун. Від Яла до Коломбо можна дістатися кількома маршрутами, з них маршрут через Ратнапура і Тіссамахарама є найкоротшим (270 км).

## Наслідки цунамі 2004 року
Яла лежала на прямому шляху цунамі 2004 р. в Індійському океані, яке вдарило Шрі-Ланку через 90 хвилин після землетрусу. Цунамі завдало серйозної, але локалізованої, шкоди парку; в ньому загинули близько 250 осіб. Хвиля цунамі мала у висоту до 6,1 м, але внутрішніх частин парку вони досягли лише через отвори у прибережних дюнах для гирл річок. Відстань підтоплення від берега становила від 392 до 1490 метрів. Близько 5000 га луків, лісів та водно-болотних угідь безпосередньо постраждалих від цунамі; переважно постраждали чагарниковий ліс і луки. Супутникова зйомка показала, що стандартизований індекс відмінностей рослинного покриву (англ. Normalized Difference Vegetation Index, NDVI) мав значення в діапазоні від 0,245—0,772 в блоці I і II, а після катастрофи NDVI різко впав до 0,2111. Близько 60 % площі вздовж берегової лінії змінилось, і пошкодження були більшими ближче до моря. Були проаналізовані записи руху двох слонів з радіокомірцями, які показали, що їхня поведінка узгоджується з поведінкою, викликаною безпосередніми сигналами, згенерованими хвилями цунамі, а не реакцією на «шосте почуття».

## Флора

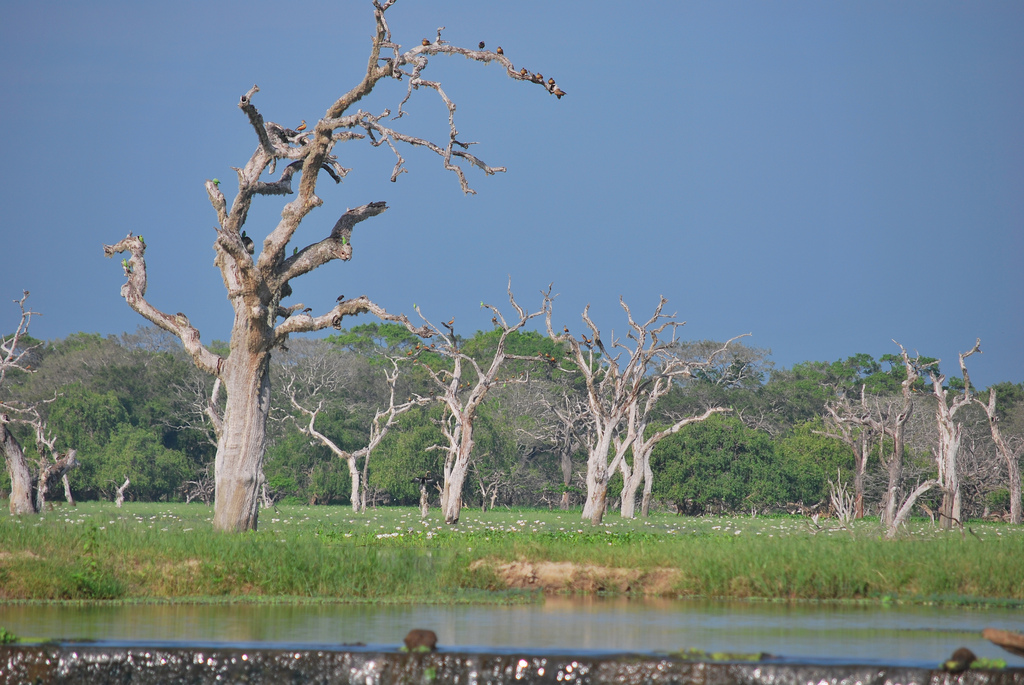
Водно-болотні угіддя є одним з типів місць проживання Яла

Національний парк Яла має різноманітність екосистем, включаючи вологі мусонні ліси, сухі мусонні ліси, напівлистяні ліси, чагарники, луки, прісноводні і морські водно-болотяні угіддя, і піщані пляжі. Площа блоку І в основному складається з лісового покрову і пасовищ відкритого парку (луки трави Pelessa), включаючи деякі великі луки. Площа лісу обмежена територією довкола річки Меник, а пасовища розташовані ближче до моря. Інші типами є резервуари і водойми, лагуни і мангрові зарості і землі підсічно-вогневого землеробства. Мангрова рослинність в лагуні Бутхува багато в чому складається з Rhizophora mucronata, а Avicennia ѕрр. і Aegiceras ѕрр. менш поширені. Рослинність блоку II подібна до рослинності блоку І, а Ялавела, колись родючі рисові поля, є луками трави Pitiya. Мангрові зарості в блоці II розташовані навколо гирла річки Меник, які простягається на 100 га. Поширені мангрові рослини Rhizophora mucronata, Sonneratia caseolaris, Avicennia ѕрр., і Aegiceras corniculatum. Лагуни Піліннава, Махапотхана і Пахалапотхана також знаходяться в цьому блоці. Іншими поширеними видами мангрів є Acanthus ilicifolius, Excoecaria agallocha і Lumnitzera racemosa. В голих пісках можна побачити Crinum zeylanicum.
У блоках III, IV і V ліси поширені більше. Полог лісу складається переважно з видів Drypetes sepiaria і Manilkara hexandra. Луки Pitiya важливі для травоїдних тварин. Вид Cynodon barberi є найбільш поширеною травою в луках Pitiya, в той час як Zoysia matrella стає домінуючим видом поряд з пляжем. Серед бл. 300 видів квітучих рослин вартими уваги є Manilkara hexandra, Drypetes sepiaria, Chloroxylon swietenia, Terminalia arjuna, Limonia acidissima, Berrya cordifolia, Randia dumetorum, Pleurostylia opposita, Gymnema sylvestre, Dichrostachys cinerea, нім, бенгальський фікус, Salvadora persica, Schleichera oleosa, Vitex pinnata, джамболан, Gmelina asiatica, Carissa spinarum, Euphorbia antiquorum та Acacia eburnea. У сезонно затоплюваних ділянках блоку II збереглися дикі види рису. Glenniea unijuga є ендеміком водно-болотних угідь парку. Munronia pumila, Salacia reticulata та Asparagus racemosus є відомі лікарські рослини.

## Фауна

### Птахи

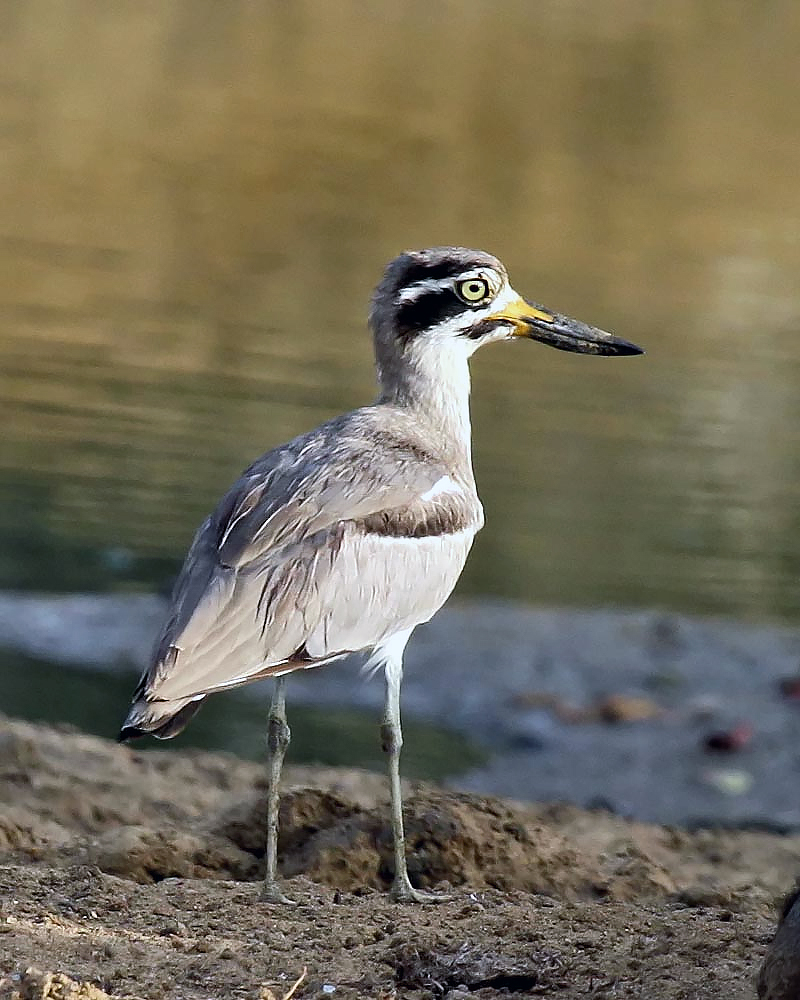
Esacus recurvirostris — птах, який присутній у парку

Яла входить у 70 ВОТ Шрі-Ланки. З 215 видів птахів у парку, сім є ендеміками Шрі-Ланки, а саме: Ocyceros gingalensis, Gallus lafayettii, Columba torringtoniae, Psilopogon rubricapillus, Pycnonotus flaviventris, Merops philippinus та Pellorneum fuscocapillus. Водно-болотні угіддя Яла заселяють 90 видів птахів, з яких половина мігруючих. Поширеними є водяними птахами є Dendrocygna javanica, чирянка велика, Microcarbo niger, Phalacrocorax fuscicollis, чапля сіра, Threskiornis melanocephalus, косар, Anastomus oscitans, Mycteria leucocephala, коловодники та пісочники. У парку можна побачити рідкісних Ephippiorhynchus asiaticus, Leptoptilos javanicus та руду чаплю. Також були помічені мігруючий пелікан рожевий та місцевий пелікан сірий. В період північносхідного мусону до лагун Яли мігрують тисячі птахів, у тому числі шилохвіст, крячок білокрилий, кульон великий, кульон середній, грицики та крем'яшник звичайний. Також присутні голуб сизий, павич звичайний, лелека чорний, кулик-довгоніг та фламінго рожевий. Серед хижих птахів у парку присутні Spilornis cheela та білобрюхий орлан. Лісові птахи парку включають Treron bicinctus, Bucerotidae, Muscicapidae, Terpsiphone paradisi, Megalaimidae та Oriolidae.

### Ссавці

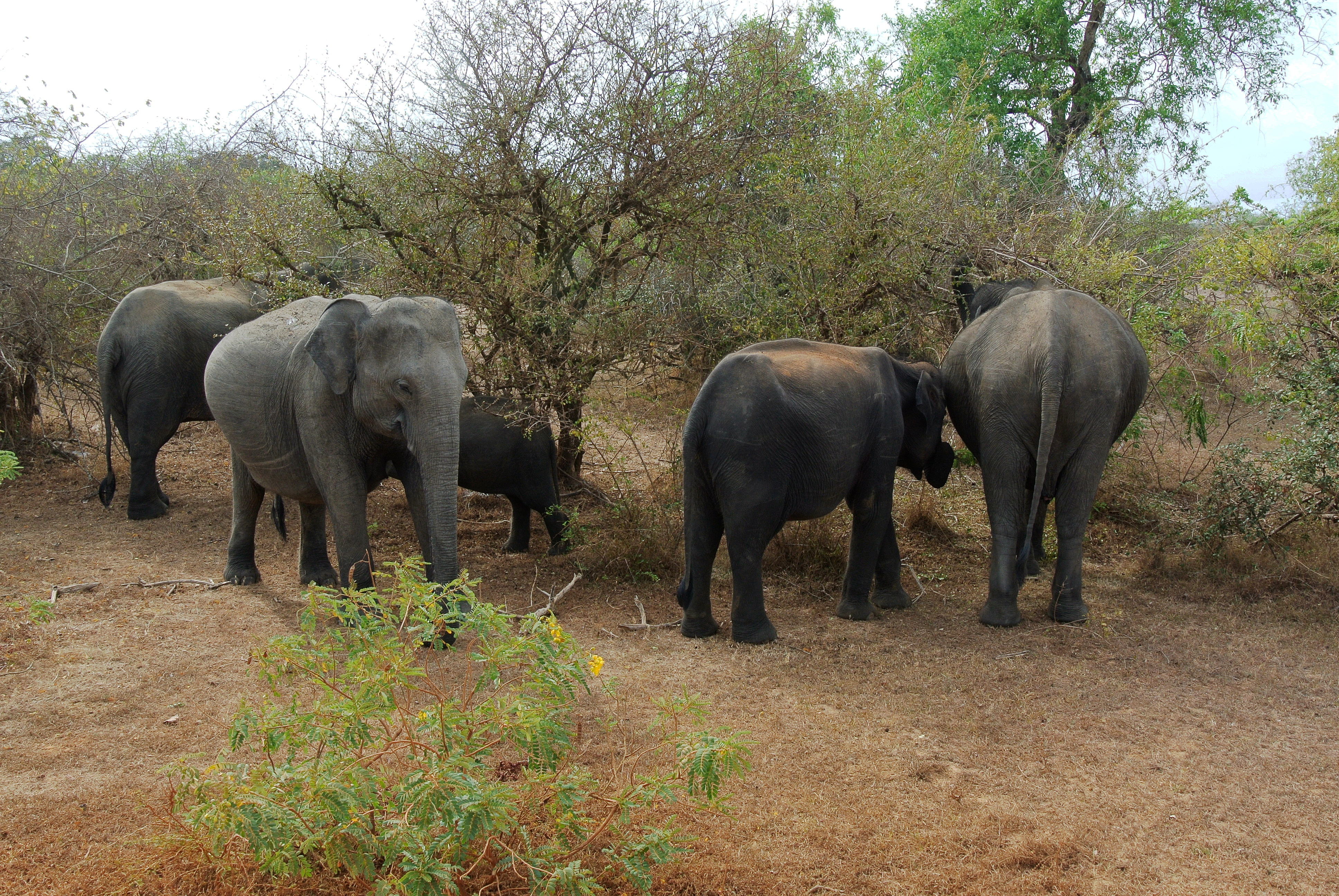
Струмки в парку можуть підтримувати велике стадо слонів Шрі-Ланки

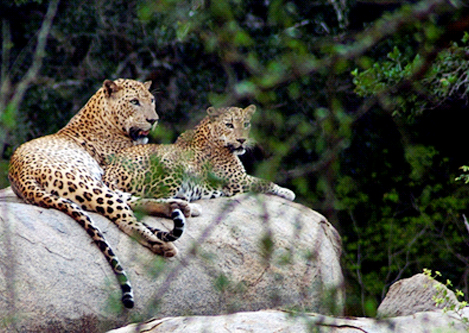
Яла має найвищу концентрацію леопардів в світі

У національному парку Яла мешкають 44 видів ссавців, у тому числі і слон цейлонський, і має одну з найбільш щільностей розселення леопарда у світі. За оцінками у блоку І присутні 25 леопардів. Стадо слонів Яли включає 300—350 осіб, хоча їх популяція у парку коливається сезонно за рахунок міграції. Яла слугує притулком видам, що знаходяться під загрозою зникнення — ланкійський ведмідь-губач, ланкійський леопард, цейлонські слони, дикі буйволи. Хоча буйволи є корінними жителями Шрі-Ланки, більшість популяції містить гени домашньої худоби або походять від здичавілої ВРХ. Іншими ссавцями, яких можна побачити у Ялі, є Macaca sinica, мусанг золотистий, Loris tardigradus і кіт-рибалка.

### Рептилії

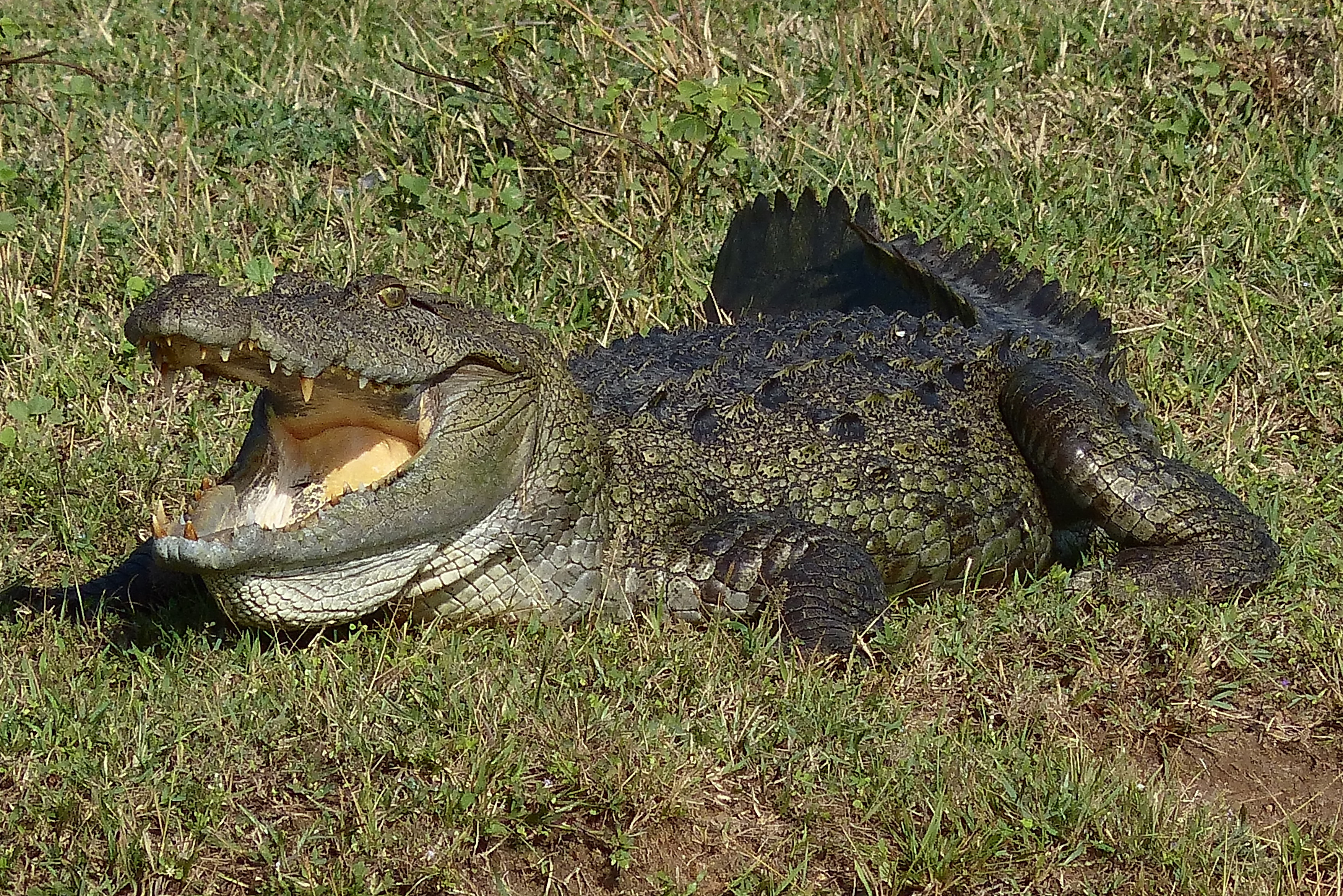
Крокодил в національному парку Яла

Фауна Яли налічує 47 видів рептилій, з яких шість ендеміками: крайт цейлонський, вуж-рибалка ланкійський, летюча змія ланкійська, калот цейлонський, Otocryptis wiegmanni і Sitana bahiri. Берегову лінію парку відвідують всі п'ять видів морських черепах (шкіряста черепаха, Оливкова морська черепаха, Довгоголова морська черепаха, бісса і зелена черепаха), які відвідують Шрі-Ланку і перебувають під глобальною загрозою зникнення. У парку живе два види крокодилів Шрі-Ланки — болотяний крокодил і крокодил гребенястий. Іншими вартими уваги рептиліями є індійська кобра і дабойя Рассела.

### Амфібії
У парку зафіксовані 18 видів земноводних, у тому числі ендеміками Шрі-Ланки є Bufo atukoralei та Adenomus kelaartii.

### Риби
У водотоках Яли зафіксовані 21 вид прісноводної риби. У постійних водоймах основним видом є Тиляпія мозамбіцька. Ендеміками є Garra ceylonensis і Esomus thermoicos. Поширені також Dawkinsia filamentosa, Systomus sarana, Pseudetroplus maculatus, Lepidocephalichthys thermalis.

### Безхребетні
У лагунах парку присутні краби і креветки/рачки.
Також у парку велике різноманіття метеликів. Кілька поширених видів включають Graphium sarpedon, Papilio demoleus, Pachliopta hector, Delias eucharis та Papilio polytes.

## Культурне значення

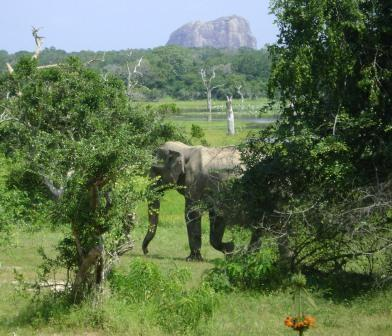
Дикі слони часто зустрічаються в Ялі. Слонову скелю видно на горизонті фото

Яла була центром стародавніх цивілізацій. Король Равана, міфічний індійський антигерой, як вважається, створив тут своє царство, кордоном якого була Равана-Котте, тепер занурена в море. Мореплавці-торговці принесли з собою індо-арійську цивілізацію, оскільки Яла знаходилась на їх торговому маршруті. Велика кількість стародавніх, хоча і несправних штучних резервуарів свідчить про багату гідравлічну і сільськогосподарську цивілізацію, яка сходить до V ст. до н. е. Сітулпахува, який був домом для 12 000 аргатів, розташований у парковій зоні, так само як і Магуль-Віхар, побудований у 87 році до н. е., і Акаша Чатійя, побудований у II ст. до н. е. Сільське господарство процвітало на цій території в період Королівства Рухуна. Відповідно до хронік «Махавамса», Королівство Рухуна почало занепадати наприкінці XIII ст. Під час колоніального періоду Яла стала улюбленим місцем полювання. Зараз Ялу щорічно відвідують 400 000 паломників.

## Загрози і охорона навколишнього середовища
Браконьєрство, видобуток дорогоцінного каміння, лісозаготівля, розповзання сільського господарства і вільний випас домашньої худоби є головними загрозами для парку. Троє наглядачів були вбиті в зіткненнях із браконьєрами. Дорогоцінні камені добуваються вздовж річки Меник і отвори шириною до 30 м, можна побачити вздовж Кумбуккан Ойя. У блоках III і IV, розповзання сільського господарства є значним, оскільки підсічно-вогневий метод рослинництва і випалювання рослинності, щоб забезпечити вигул в сухий сезон, загрожують кордонам парку Великий гай Sonneratia caseolaris є піз загрозою від всихання лісів у гирлі річки Меник. Вирощування тютюну, шумове і повітряне забруднення, викликане неконтрольованим туризму є додатковими природоохоронними питаннями. Зростання інвазивних чужорідних видів, таких як Lantana camara, Opuntia dillenii, Chromolaena odorata загрожує місцевим рослинам.
Глибоко в лісі, на випалених ділянках культивується марихуана. На диких тварин полюють чи турбують рибалки у Патанангала. Черепахи потрапляють у рибальські неводи, а рибалки засмічують пляжі. Вони також встановлюють пастки далі від берега та розорюють черепашачі гнізда. При відсутності ручної прополки, яка практикувалася до 1950-х років, трансформація лук в чагарники є неминучою. Туризм створював проблеми в минулому, такі як транспортні засоби, які заважали диким тваринам. Це питання є найбільш гострим у Сітхулпахува, куди подорожують тисячі паломників, що веде до значної комерціалізації. Департамент охорони дикої природи вжив ряд природоохоронних заходів, таких як управління пасовищами, збереження невеликих водойм і опромінення інвазивних чужорідних видів. Для запобігання міграції слонів у навколишні села був збудований 40-кілометровий електричний паркан.

## Туризм

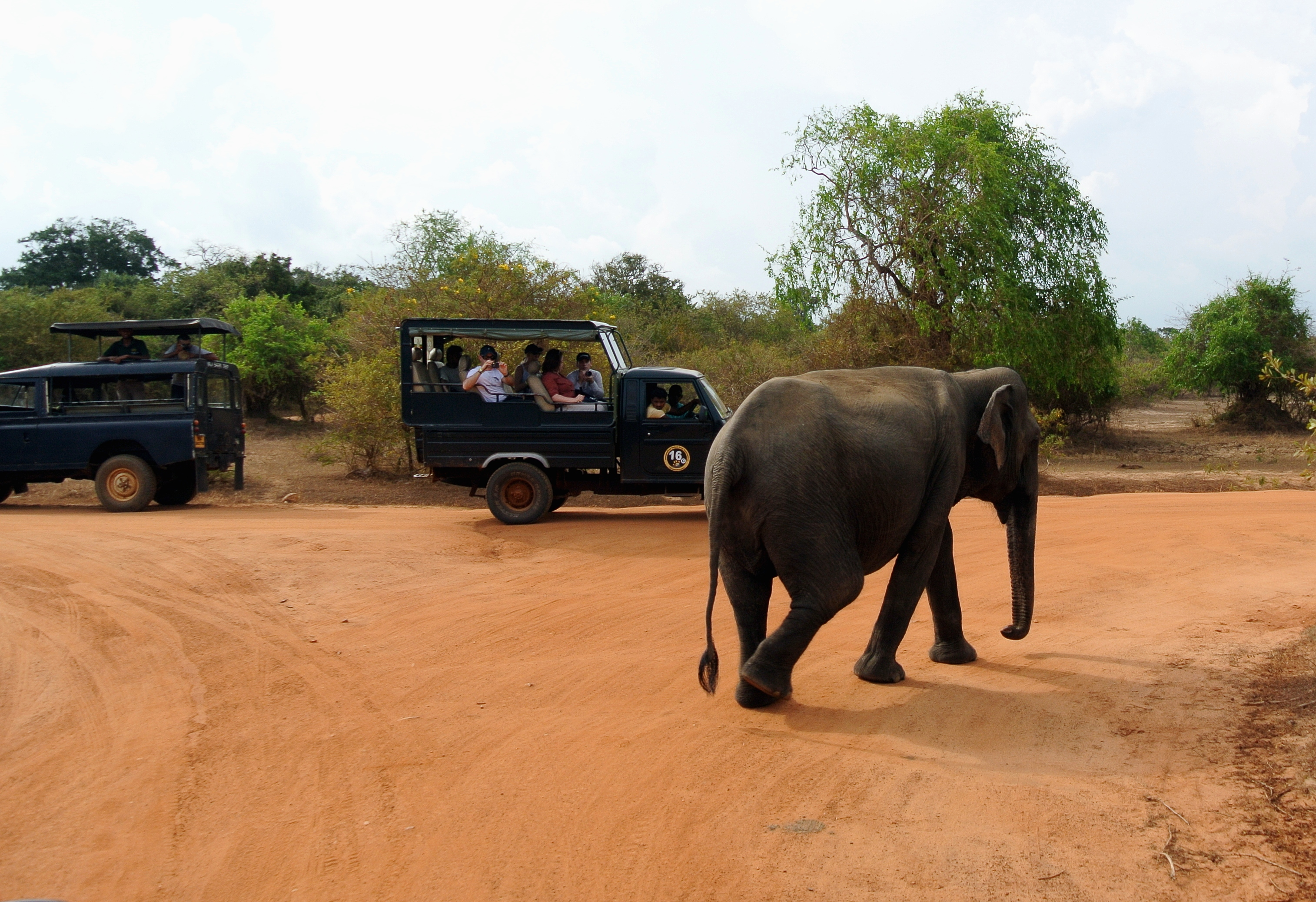
Туризм генерує шум та забруднення повітря в парку, але також приносить гроші і тому допомагає виправдати існування Національного парку з економічної точки зору

Національний парк Яла є найбільш відвідуваним парком в Шрі-Ланці. У 2002 році його відвідали 156 867 туристів. Іноземці, особливо європейці, складають 30 % від загального числа відвідувачів. Блок I — це основна зона для відвідувань. Однак блок ІІІ (головний в'їзд на ділянці Галге, на Буттала-Катарагама-Роуд) і прилеглий Парк Кумана або «Яла Схід» (головний в'їзд в Оканда, на східному узбережжі, недалеко від Поттувіл) також набувають популярності. Місце паломництва Сітулпахува, географічно в блоці III, має статус 'анклаву' і доступна безкоштовно через окремі дороги з Тісса та Катарагами. Більшість відвідувачів заявляють, що причини їх візиту — побачити диких тварин, в першу чергу слонів. У 2000 році дохід від відвідувачів, включаючи збори за ночівлю у готелях, склав екв. 468 629 долю США. Але через небезпеку ці обсяги були втрачені — Національний парк Яла став об'єктом терористичних атак. 17 жовтня 2007 року група ТОТІ атакувала військовий загін, в результаті нападу загинули шестеро солдатів, і ще один постраждав в результаті вибуху міни. 11 липня 2008 року чотири людини загинули в результаті нападу ТОТІ  — вони відкрили вогонь по автобусу, що перевозив паломників у Катарагаму. Після закінчення громадянської війни, територія Яла стала більш безпечною для відвідувачів, і це стало головним фактором відкрити блоки III і V для туристів. В результаті у першому півріччі 2009 року виручка склала 235 000 дол. США. Відвідувачам дозволено побачити диких тварин з 5:30 ранку до 6:30 вечора, але в сухий сезон парк закритий для туристів з 1 вересня по 15 жовтня щорічно (хоча в 2009 і 2010 роках він не закривався, а резервуари та озера штучно наповнювали питною водою для тварин).